# Rongga
Rongga, malajsko-polinezijski narod s juga Floresa u Indonezijskoj provinciji Istočni Mali sundski otoci (Nusa Tenggara Timur) na malenom području uz obalu mora Sawu, u selima Tanarata, Bamo i Watunggene. 
Proučavao ih je I Wayan Arka. Populacija im iznosi 2.121 (2000 WCD).

## Vanjske poveznice
- Challenges and Prospect of Maintaining Rongga: an Ethnographic Report
- Rongga